# Ge Manqi
Ge Manqi (Sanming, 13 ottobre 1997) è una velocista cinese.

## Biografia
Il 18 maggio 2016 al meeting di Pechino ha vinto la staffetta 4×100 metri insieme alle connazionali Yuan Qiqi, Wei Yongli e Liang Xiaojing. Ai campionati nazionali 2016 a Chongqing ha corso i 100 m piani in 11"48, qualificandosi così per i Giochi olimpici di Rio de Janeiro.

## Palmarès
| Anno | Manifestazione               | Sede      | Evento      | Risultato  | Prestazione | Note                                     |
| ---- | ---------------------------- | --------- | ----------- | ---------- | ----------- | ---------------------------------------- |
| 2022 | Mondiali                     | Eugene    | 100 m piani | Semifinale | 11"13       |                                          |
| 2022 | Mondiali                     | Eugene    | 4×100 m     | Batteria   | 42"93       | Miglior prestazione personale stagionale |
| 2023 | Campionati asiatici          | Bangkok   | 100 m piani | Bronzo     | 11"40       |                                          |
| 2023 | Campionati asiatici          | Bangkok   | 4x100 m     | Oro        | 43"35       |                                          |
| 2023 | Giochi mondiali universitari | Chengdu   | 4x100 m     | Oro        | 43"70       |                                          |
| 2023 | Giochi asiatici              | Hangzhou  | 100 m piani | Oro        | 11"23       |                                          |
| 2023 | Giochi asiatici              | Hangzhou  | 4x100 m     | Oro        | 43"39       |                                          |
| 2024 | World Relays                 | Nassau    | 4×100 m     | Batteria   | 43"03       |                                          |
| 2024 | Giochi olimpici              | Parigi    | 100 m piani | Batteria   | 11"45       |                                          |
| 2025 | World Relays                 | Guangzhou | 4×100 m     | Batteria   | dq          |                                          |